# Rubold Péter
Rubold Péter (Budapest, 1959. június 2. –) labdarúgó, középpályás, edző. Testvére Rubold Ödön színművész.

## Pályafutása
1978 és 1985 között volt a Ferencváros játékosa. A Fradiban 142 mérkőzésen szerepelt (81 bajnoki, 43 nemzetközi, 18 hazai díjmérkőzés) és 27 gólt szerzett (11 bajnoki, 16 egyéb). A katonaideje alatt a Kossuth KFSE-ben játszott. Egyszeres magyar bajnok az Újpesti Dózsával 1989–90-ben.

## Sikerei, díjai
- Magyar bajnokság
  - bajnok: 1989–90
  - 2.: 1978–79, 1982–83
  - 3.: 1985–86
- Magyar kupa (MNK)
  - győztes: 1978